# Албашинський лиман
Албашинський лиман (також Албашський лиман) — лиман у Канівському районі Краснодарського краю на річці Албаши. Друга вздовж течії після озера Плесо-Кругле дельтова водойма річки Албаши. Площа — 277 гектарів. Вода солона, у період водопілля через плавні потрапляє у лиман Кущеватий.